# Unione Sportiva Casertana 1958-1959
Questa pagina raccoglie le informazioni riguardanti l'Unione Sportiva Casertana nelle competizioni ufficiali della stagione 1958-1959.

## Rosa
| N. |                   | Ruolo | Calciatore         |
| -- | ----------------- | ----- | ------------------ |
|    | Italia (bandiera) | C     | Giovanni Baggio    |
|    | Italia (bandiera) | C     | Oliviero Belcastro |
|    | Italia (bandiera) | D     | Alessandro Bigazzi |
|    | Italia (bandiera) | D     | Giovanni Bottini   |
|    | Italia (bandiera) | C     | Carlo Cherubini    |
|    | Italia (bandiera) | A     | Silvano Fabbri     |
|    | Italia (bandiera) | D     | Erberto Galeotti   |
|    | Italia (bandiera) | A     | Carmine Gravina    |
|    | Italia (bandiera) | C     | Brunone Imparato   |
|    | Italia (bandiera) | D     | Angelo Mastroianni |
|    | Italia (bandiera) | C     | Alessandro Pezzone |

| N. |                   | Ruolo | Calciatore          |
| -- | ----------------- | ----- | ------------------- |
|    | Italia (bandiera) | P     | Sergio Picchi       |
|    | Italia (bandiera) | C     | Umberto Pierdicca   |
|    | Italia (bandiera) | C     | Alfio Riti          |
|    | Italia (bandiera) | A     | Raffaele Roberti    |
|    | Italia (bandiera) | A     | Michele Savastano   |
|    | Italia (bandiera) | P     | Attilio Termentini  |
|    | Italia (bandiera) | C     | Ilio Traverso       |
|    | Italia (bandiera) | C     | Giuseppe Trento     |
|    | Italia (bandiera) | D     | Carlo Alberto Volpi |
|    | Italia (bandiera) | A     | Giuseppe Zessar     |